# Brani musicali di Ringo Starr
La seguente è una lista di canzoni registrate da Ringo Starr dopo lo scioglimento dei Beatles. Dove non è indicato, il brano è apparso in un solo album studio; in caso contrario, ci sono state più incisioni. Nel conteggio sono stati esclusi gli album live.

## Lista

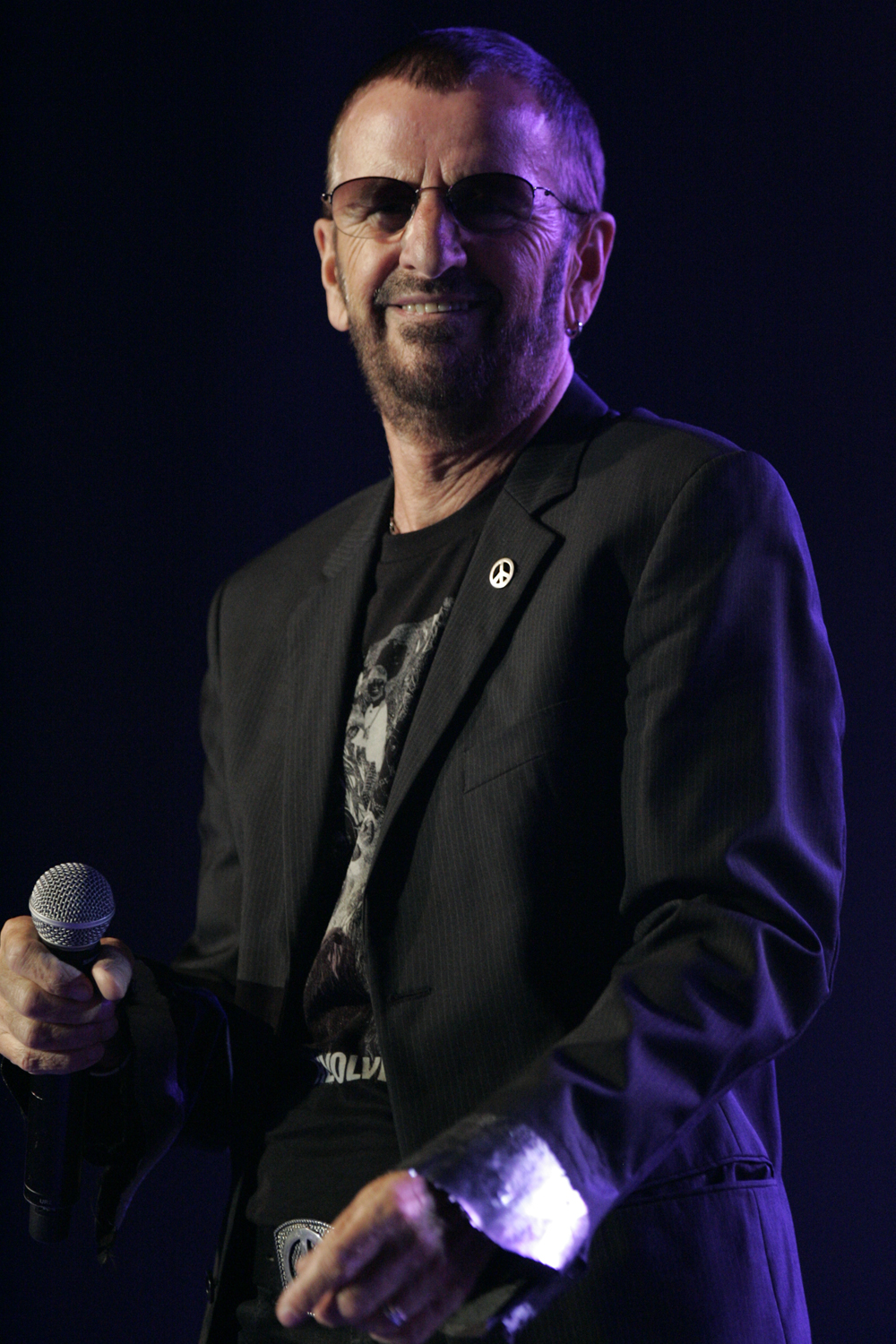
Ringo Starr

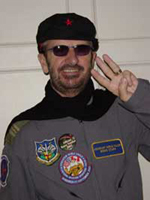
Ringo Starr

- (It's All Down to) Goodnight Vienna
- $15 Draw
- A Dose of Rock 'n' Roll
- A Man Like Me
- A Mouse Like Me
- Act Naturally
- Ain't That Shame
- Alibi
- All by Myself
- All in the Name of Love
- All Right (outtake da Ringo's Rotogravure, 1976)
- Angel in Disguise (outtake da Time Takes Time, 1992)
- Anthem
- As Far as We Can Go
- Attention
- Autumn Leaves (outtake da Sentimental Journey, 1970)
- Back Off Boogaloo
- Bad Boy
- Be My Baby
- Beaucoups of Blues
- Blindman
- Blink
- Blue Christmas
- Blue Suede Shoes
- Blue, Turning Grey over You
- Boat Ride
- Boys
- Brandy (outtake da Stop and Smell the Roses, 1981)
- Briminghan (outtake da Ringo the 4th, 1977)
- By Your Side (outtake da Ringo the 4th, 1977)
- Bye Bye Blackbird
- Call Me (Richard Starkey, 1974)
- Call Me (Jeff Lynne, 1992) (outtake da Time Takes Time, 1992)
- Can She Do It Like She Dances
- Can't Do It Wrong
- Can't Fight Lighting (outtake da Stop and Smell the Roses, 1981)
- Choose Love
- The Christmas Dance
- Christmas Eve
- Christmas Time (Is Here Again)
- Come on Christmas, Come on
- Coochy Coochy
- Cookin' (In the Kitchen of Love)
- Cryin'
- The Dark End of the Street
- Dead Giveaway
- Dear Santa
- Devil Woman
- Do You Like Me
- Don't Be Cruel
- Don't Blame It on Me
- Don't Go Where the Road Don't Go
- Don't Hang up
- Don't Know a Thing About Love
- Don't Pass Me By
- Down and Out
- Dream
- Drift Away
- Drowning in the Sea of Love
- Drumming Is My Madness
- Duet - Ringo and Nancy (outtake da Ringo the 4th, 1977)
- Early 1970
- Easy for Me
- English Garden
- Elizabeth Reigns
- Everybody's in a Hurry but Me
- Everyday
- Everyone Wins (2 versioni)
- Eye to Eye
- Fading in, Fading out
- Farther Down the Line
- Fastest Growing Heartache in the West
- Fiddle About
- Fill in the Blanks
- For Love
- Free Drink
- Freelance Lover
- Gave It All Up
- Give It a Try
- Give Me Back the Beat
- Going Down
- Golden Blunders
- Gone Are the Days
- Good News
- Goodnight Vienna (reprise)
- Great Balls of Fire
- Gypsies in Flight
- Happy Birthday Johnny
- Hard Times
- Hard to Be True
- Harry's Song
- Have I Told You Lately That I Love You
- Have You Seen My Baby (pubblicata anche come Hold on)
- Heart on My Sleeve
- Hey! Baby
- Hopeless
- Husbands and Wives
- I Call Your Name
- I Can See Clearly Now
- I've Changed My Mind
- I Don't Believe You (outtake da Stop and Smell the Roses, 1981)
- I Got to Be Me
- I Keep Forgettin'
- I Know a Place
- I Looked to the Left
- I Love My Suit
- I Really Love Her
- I Think Therefore I Rock and Roll
- I Wanna Be Santa Claus
- I Wanna Be Your Man
- I Was Walkin'
- I Wouldn't Have You Any Other Way
- I'd Be Talking all the Time
- I'll Be Fine Anywhere
- I'll Be Looking at the Moon (outtake da Sentimental Journey, 1970)
- I'll Still Love You
- I'm a Fool to Care
- I'm Home
- I'm the Greatest
- I'm Yours
- If I Had a Boat
- If It's Love That You Want
- Imagine Me There
- In a Heartbreat
- In My Car
- Instant Amnesia
- It Don't Come Easy
- It's Hard to Be Lovers (outtake da Ringo's Rotogravure, 1976)
- Just a Dream
- King of Broken Hearts
- La De Da
- Lady Gaye
- Las Brisas
- Lay Down Your Arms
- Let the Rest of the World Go by
- Lipstick Traces (On a Cigarette)
- Liverpool 8
- Little Drummer Boy
- Living in a Pet Shop
- Lonely Weekends
- Long Tall Sally
- Loser's Lounge
- Love Don't Last Long
- Love First, Ask Question Later
- Love Is
- Love Is a Many Spendoured Thing
- Love Is Gonna Get Ya
- Love Letters
- Love Me Do
- Me and You
- Memphis in Your Mind
- Mindfield
- Missouri Loves Company
- Misty Roses
- Modulating Maurice
- Money (That's What I Want)
- Monkey See - Monkey Do
- Mr. Double-It-Up
- Mystery of the Night
- Nancy, Ringo, Vini and Friends (outtake da Ringo the 4th, 1977)
- Nashville Jam (outtake da Sentimental Journey, 1970, poi pubblicata, come bonus track, nella ristampa su CD del 1995; nota anche come Nashville Freakout)
- Naughty Atom Bomb
- Nellie Dean
- Never Without You
- Night and Day
- No No Song
- Non-Sense
- Now That She's Gone Away
- Occapella
- Octopus's Garden
- Oh My My
- Oh, Pretty Woman
- Oh My Lord
- OK Ray
- Old Time Relovin'
- On the Rebound (outtake da una seduta di registrazione del 1978 a Copenaghen)
- One
- One Way Love Affair (outtake da una seduta di registrazione del 1978 a Copenaghen)
- Only You (And You Alone)
- The Other Side of Liverpool
- Oo-Wee
- Out on the Streets
- Parole
- The Party (outtake da Ringo the 4th, 1977)
- Party Doll
- Pasodobles
- Pass It on
- Pax Urn Biscum (Pace Be With You)
- Peace Dream
- Photograph
- Piccadilly
- Picture Show Life
- Private Property
- Puppet
- Pure Gold
- R U Ready?
- Real Man
- Red and Black Blues
- Rock Island Line
- Rudolph the Red-Nosed Reindeer
- Runaways
- Running Free
- S.O.S.
- Samba
- Satisfied
- Scotch and Soda
- Scouse's Dream
- Sentimental Journey
- She Makes Me Feel Good
- She's About a Mover
- She's So in Love
- Shoo-Be-Doo
- Silent Homecoming
- Simple Life
- Simple Love Song
- Singing the Blues
- Six O'Clock
- Slow Down
- Sneaking Sally Through the Alley
- Snookian (outtake da Goodnight Vienna, 1974)
- Snookeroo
- Some Kind of Wonderful
- Some People
- Something Wild
- Sometimes
- Spirit of the Forest
- Spooky Weirdness
- Stardust
- Stay Awake
- Steel
- Step Lightly (2 versioni)
- Stop and Take the Time to Smell the Roses (2 versioni)
- Stormy Weather
- Sun City
- Sunshine Life for Me (Sail Away Raymond)
- Sure to Fall (in Love with You)
- Tango All Night
- Thank You for Being a Friend (outtake da Time Takes Time, 1977)
- Theme from The Jeffersons
- Think About You
- Think It Over
- This Be Called a Song
- Three Ships in the Harbour
- Time
- Tonight
- Trippin' on My Own Tears
- Twist and Shout
- Tuff Love
- The Turnaround
- Up the Tempo
- Vertical Man
- Waiting
- Wake up (outtake da Stop and Smell the Roses, 1981)
- Walk with You
- Weight of the World
- What I Knew Then
- What Goes Around
- What in the... World
- What Kind of Fool Am I
- What Love Wants to Be
- What'd I Say
- When You Whis Upon a Star
- Where Are You Going (outtake da Ringo's Rotogravure, 1976)
- Where Did Our Love Go
- Whiskey and Soda
- Whispering Grass (Don't Tell the Trees)
- White Christmas
- Who Needs a Heart
- Who's Your Daddy
- Wine, Women and Loud Happy Songs
- Wings (2 versioni)
- Winter Wonderland
- The Wishing Book
- With a Little Help from My Friends
- Without Her
- Without Understanding
- Woman of the Night
- Wonderful
- Wrack My Brain
- Write One for Me
- Wrong All Time
- Y Not
- Yellow Submarine
- You Always Hurt the One You Love
- You and Me (Babe)
- You Belong to Me
- You Don't Know Me at All
- You Know It Makes Sense
- You Never Know
- You Were Great, How Was I
- You Better Move On
- You're Sixteen (You're Beautiful and You're Mine)
- You've Got a Nice Way[1][2][3]